# پاداش یک مرد
پاداش یک مرد فیلمی به کارگردانی قدرت‌اله بزرگی و نویسندگی اسماعیل خسروی محصول سال ۱۳۵۵ است.

## خلاصه داستان
دو دوست (بهمن مفید و مرتضی عقیلی) که از دوران کودکی با هم بزرگ شده‌اند در جوانی نیز همه جا در کنار یکدیگر هستند...

## بازیگران
- بهمن مفید
- مرتضی عقیلی
- نوش‌آفرین
- علی آزاد
- اکبر جنتی شیرازی
- احمد معینی
- فرهاد حمیدی
- شهرآشوب
- ملیحه نصیری
- علی زندی
- جواد انصاری
- شهرام ثمینی پور